# Thyone fusus
Thyone fusus is een zeekomkommer uit de familie Phyllophoridae.
De wetenschappelijke naam van de soort werd in 1776 gepubliceerd door Otto Friedrich Müller.